# Sävars församling
Sävars församling var en församling inom Svenska kyrkan i Luleå stift och i Umeå kommun. Församlingen uppgick 2007 i Sävar-Holmöns församling.

## Administrativ historik
Församlingen bildades 1823 genom en utbrytning ur Umeå landsförsamling.
Församlingen var till 1835 i pastorat med Umeå landsförsamling, för att därefter till 2007 vara moderförsamling i pastoratet Sävar och Holmön. Församlingen var mellan 1929 och  juli 1991 uppdelad i två kyrkobokföringsdistrikt: Sävar nedre kbfd (240702, från 1974 248009) och Sävar övre kbfd (240701, från 1974 248008). Församlingen uppgick 2007 i Sävar-Holmöns församling.

## Kyrkor
- Sävars kyrka
- Botsmarks kyrka